# 嫌がらせ
嫌がらせ（いやがらせ）とは、相手を不快にさせたり不利益を与えたりするなど、肉体的・精神的な苦痛を与え、人間としての尊厳を侵害する行為の総称である。ハラスメント（英: harassment）とも呼ばれ、後述のように種類は多岐にわたる。パワーハラスメント（パワハラ）やセクシャルハラスメント（セクハラ）、マタニティハラスメント（マタハラ）などがあり、日本語では「〇〇ハラ」と略称されることも多い。

## 概要
類似の概念にいたずら、いじめ等があるが、多くの場合、それらは加害者側に悪意があることを想定して使われる言葉である。それに対して、嫌がらせやハラスメントは、加害者の行為によって被害者が何らかの損害を被ったという結果に注目しており（参考：結果犯）、故意・過失など加害者の意図や主観は必ずしも重要ではない。また、加害者は「嫌がらせをしている」という自覚を持たず、無知・無自覚または当人なりの善意に基づいて行為に及んでいる場合もある。ただし、パワハラの場合に関しては、受け手が不快だと思っても業務上の注意など業務の適正範囲であればハラスメントに該当しない。
行為の内容によっては犯罪に該当する可能性がある。このほか、民事訴訟や被害者の告発・自殺などに発展するなどして、加害者とその管理者などが法的責任を問われたり、社会的制裁を受けたりするケースもある。労使関係の紛争に発展した例は、厚生労働省が11項目で絞り込めるようにしたほか、「中央労働委員会命令・裁判例データベース」があり、検索機能を利用して閲覧ができる。

## 種類
時代とともに「嫌がらせ」の類型は変化する。詳細は各ページを参考。
- パワーハラスメント（パワハラ）

地位や人間関係などの優位性をもとに、適正な範囲を超えて、精神的・身体的苦痛を与えるまたは職場環境を悪化させる行為。欧米では1990年代以降法制化され、日本では2011年に厚生労働省がワーキンググループを結成し、具体的な措置と行為者と被害者に対する対策を示した。
- セクシャルハラスメント（セクハラ）

「相手の意に反する性的言動によって、働く上で不利益を被ったり、『性的な言動』によって就業環境が妨げられること」を指す。女性の社会的地位改善に伴って問題となった。
- マタニティハラスメント（マタハラ）

妊婦に対する嫌がらせ行為。育児休暇を取得する男性に対する嫌がらせ行為はパタニティハラスメント（パタハラ）という。
- レイシャルハラスメント（レイハラ）

人種や国籍を理由とする嫌がらせ行為。
- レリジャスハラスメント

信仰する宗教の種類など理由とした嫌がらせ行為。
- モラルハラスメント（モラハラ）

肉体的暴力はふるわず、言葉や態度などで嫌がらせをし、いじめること。加害者側に加害をしているという意識や自覚が無く、被害者の側が自己否定や自己嫌悪に陥るような、巧妙な精神的暴力による支配。法制化により禁止している国もある。
- アルコールハラスメント（アルハラ）

飲酒を強要すること、特に一気飲みの強要など、その他飲酒に絡む迷惑行為。
- スモークハラスメント（スモハラ）

タバコの煙を吸うことを強制すること。すでに当然すべきだと理解されるようになっている《受動喫煙防止》を怠り、受動喫煙対策を求める人に対する不当解雇や嫌がらせを行うことなども含む。
- スメルハラスメント（スメハラ）

ニオイによるハラスメント行為。サービス業の規定やマナーブックに記載されるようになっており、特に口臭や体臭が問題視されている。
- ブラッドタイプ・ハラスメント

血液型を理由に差別すること。日本語圏の言葉。
- ソーシャルメディア・ハラスメント（ソーハラ）

SNS上での嫌がらせ行為。
- ロジカルハラスメント（ロジハラ）

正論を言うことによって相手を不快にする行為。
- カスタマーハラスメント（カスハラ）

クレーマーからの就業者に対する暴言や正当な理由がない過度な要求などの不当な行為で就業環境を害する行為。東京都は2024年5月にこのカスハラに関する条例の制定を目指すことを発表した。
- ドクターハラスメント（ドクハラ）

医師による患者に対するハラスメント。ドクハラと逆に、患者から医師や看護師などへのハラスメント行為はペイシェント・ハラスメント（ペイハラ）という。
- エレクトロニック・ハラスメント（エレハラ）

電子技術を使用した嫌がらせ行為。
- ガスライティング

相手に事実と異なる情報を渡したり、嘘を吐いたり、相手を全否定したり等して行う精神的虐待行為。
- 大谷ハラスメント

大谷翔平に関する報道やプロモーションなどの過剰さを批判する言葉。
- カラオケハラスメント（カラハラ）

カラオケで強制的に歌わせる行為。
- 就活終われハラスメント（オワハラ）

就活生に対して企業の人事担当者が採用内定を出すから「就活を終わらせて、ウチにしぼれ」と嫌がらせをする行為。
- テクノロジー・ハラスメント（テクハラ）

IT関連の知識が高い人が、低い人に対して不遜な態度で接するなどして周囲に不快な思いをさせる行為。
- バルクハラスメント

ジムなどにおいて、筋量（バルク）の差で上下関係のような空気感を作り出す行為。
- セカンドハラスメント（セカハラ）

上記ハラスメントの相談を、社内の上司や同僚に相談することで逆に責められたり、相談したことから嫌がらせを受ける状態となること。
- タメ口ハラスメント（タメハラ）

タメ口を不快に思う人に対するハラスメント行為。
- ハラスメント・ハラスメント（ハラハラ）

ハラスメント意識の高まりから様々なハラスメントの概念が提唱され、なんでもかんでもハラスメントにされてしまうこと。
- リストラ・ハラスメント（リスハラ）

リストラ対象者に無理難題を押し付けたり、望まない部署への異動を命じたりするなどの嫌がらせ行為を行い、自主退職に追い込む行為。
- ジェンダー・ハラスメント（ジェンハラ）

「女のくせに」「男のくせに」などの発言や、女性従業員にだけお茶くみをさせる行為など、性別（ジェンダー）に関するハラスメント。人を男／女という枠組みで捉え、それぞれの役割を設定したり、その役割を他者に期待したりする行為などを含む。

## 場所

### 学校
学校において、特に嫌がらせの相互関係になりやすいのは生徒（もしくは後輩）である。生徒間同士の嫌がらせでは「仲間はずれ（仲間はずし）」や、「無視（シカト）」などがあるが、もっとも多いのが「いじめ」である。殴る蹴るといった直接相手に危害を与える暴力行為や悪口だけでなく、直接危害を与えない陰湿な行為も嫌がらせに当たる。また近年では、学校裏サイトなどネット上での嫌がらせも問題となっている。そして、最近では学校でも嫌がらせを経験していながら、社会に出てからもこういった内容の嫌がらせが学校の延長で社会人となってもなお会社内でも長引いて続く場合も起こっている。この場合、人格障害などに突き当たるという問題もある。
学校におけるセクハラは特にスクールセクハラと呼ばれ、逮捕や教育委員会からの処分を受ける教育職員もいる。例えば2016年度に「わいせつ行為及びセクシュアル・ハラスメント」で懲戒処分を受けた教育職員は226人であった（男性223人・女性3人）。
大学・大学院など教育研究機関では教員の立場や権利を悪用し、学生に対し、単位を認定しない、就職を不利にさせる、学位論文を受理しない、推薦状を書かない、などの嫌がらせもある。学生以外に、職員に、研究所や職場において、上司である教授から退職を強要されたり昇任差別を受けたり、授業研究の妨害されたりなどの嫌がらせを受けることがある。こうした教育現場における権力を濫用した嫌がらせは、しばしば「アカデミックハラスメント」（アカハラ）と呼ばれる（性的な嫌がらせを伴う場合もある）。

### 職場
嫌がらせでよくメディアなどで取り上げられるセクハラは有名である。職場などの男性上司による対女性部下のケースが多い。例えば、スキンシップとして女性の体に触れたり、「○○ちゃん」と呼んでみたり、いかにも興味のあるように扱うという行為もセクハラにあたるとされている。
また、職場で社会問題になっている嫌がらせがもう一つある。それはパワハラである。上司・上位にある者が、その職務権限・権力を悪用し、部下を精神的に追い詰めることである。例えば、他の部下のいる前で大声で叱責したり、あからさまにある部下だけを無視したり、明らかに一人でこなせない量の仕事を押し付け、終わらせられなかったその部下を罵ったりという行為がそれに当たる。これには周囲から部下の側が悪いと認識され、そのために被害者を追いつめることがある。
同僚や上司・部下からのみならず、商品・サービスの利用者からの暴言、暴力も社会問題化している（「クレーム」「モンスターカスタマー」参照）。特定の職種について、学校では「モンスターペアレント」、医療機関では「モンスターペイシェント」、介護ではケアハラなどと呼ばれることもある。
宴会の席でアルハラも問題となる。飲めない酒を断ることができないのはパワハラとも関連する権力関係を巡る問題である一方、酒（アルコール）を飲めない体質は多くの場合遺伝性のものであり、飲酒を強要するのは嫌がらせを超えて人権侵害行為、あるいは傷害行為であるとの指摘もある。企業や大学サークルなどでは、かつてのアルハラは減少してきている。

### インターネット
代表的な嫌がらせに「荒らし」がある。これは、あるウェブサイト内の掲示板に無意味かつ長大な文字の羅列を何度も貼り付けたり、掲示板の趣旨とはそぐわない内容の議論をいつまでも続けたり、管理人やその他の利用者を中傷するような書き込みなどを指す。2ちゃんねるに代表される匿名掲示板のように、ほとんどのユーザーがハンドルネームを持たない名無しさんであるというような場所でも、他者への誹謗中傷を繰り返す者（粘着）は存在する。
不特定多数のインターネット利用者の目に触れるような場所に、ある人物の不利益となるような情報を書き込む嫌がらせもある。個人情報を暴露するプライバシーの侵害や、名誉毀損などがそれに該当する。この嫌がらせは上記の「荒らし」と重なる部分もあるが、完全に同義というわけでもない。例えば、ある掲示板の管理人に対する名誉毀損は同時に荒らしでもあるが、他者のプライバシーの侵害を目的とするウェブサイトそのものを、荒らしとは呼ばない。
また、実在の人物が直接的な被害を被るわけではないが、アニメなどの特定のキャラクターをターゲットにし、徹底的かつ執拗な誹謗中傷を、そのキャラクターのファン（もしくは、その作品のファン）が見ているであろうスレッド（主に2ちゃんねるや5ちゃんねる）に張り付ける行為を行う者がおり、それだけならまだ良いが、悪質な者だと、そのキャラクターが残酷且つ猟奇的な方法で虐待されている様子を描いたアスキーアート(AA)やSS(Short story)などの二次創作物を張り付けることを繰り返す場合もあり、これらの行為は「虐待」、それを行う者は「虐待厨」（「～厨」は、好ましくないとされる人物を指すネットスラング）と呼ばれる。この結果、知らずにスレッドを開いたファンが、自分の好きなキャラクターが誹謗中傷や「虐待」を受けている様子を見てしまい精神的ショックを受けたり、キャラクターのイメージダウンにつながり企業が間接的に損害を被ったりする可能性がある。
このような行為は最悪の場合でも掲示板の書き込み削除や投稿ブロックを受けるなどの処分で済むことがほとんどであるが、一方で、キャラクターのイメージダウンを恐れた著作権保有者から民事訴訟を起こされた例もあり、法的リスクが全くないとは言えない。
その他の嫌がらせとしては、不正なプログラムの散布が挙げられる。その効果は千差万別で、中にはコンピュータに深刻な不具合をもたらすものもある。詳細は「コンピュータウイルス」参照。
メールボムという嫌がらせもある。この行為は、ターゲットのメールアドレスを無断で出会い系サイトやメールマガジンに登録したり、専用のソフトウェアを使ったりして、ターゲットに大量のメールを送りつける嫌がらせのことである。
このほか、インターネット上で他人の写真や付随する情報（本名・自宅住所など）の無断公開や漏洩が「フォトハラ」と呼ばれるようになっている。
これらの行為は、特定の人物への私怨や嫌悪感から行われることもあれば、相手を選ばず面白半分で行われることもある。

### 近隣
近隣関係では、相手の言動を不快な嫌がらせとして認識しやすい。
騒音を出している住人の多くは意識せずその音を出していることが多い。そのため、苦情を指摘されてもかえってその人が憤るなど、近隣や自治会など深刻な問題に発展しやすい。
その他にも、「（近所の住民に）挨拶しても無視される」「仲間外れ」などの嫌がらせも存在し、「村八分」にあたるような行為は現在でも見られることがある。

### 家庭
家庭内での嫌がらせも存在する。
特に、親子の相互関係にある。子から親への場合、多くは自分を見て欲しいといった甘えたかったり、反抗期から来る自立心の芽生えによるものである場合が多い。
もっぱら問題となっているのが、児童虐待である。自身の子供に手を上げる、全く子供について興味がないネグレクト、性的虐待などがある。こういった行為は、子供の将来に重大な傷を残す。児童虐待の派生として、兄弟姉妹の相互関係による嫌がらせ（兄弟姉妹間の虐待）がある。
配偶者同士で一方から他方への嫌がらせも存在する。物理的な暴行や傷害、無視やその他の言葉や態度での精神的な嫌がらせのどちらもがドメスティック・バイオレンス(DV)である。

### 特定の企業および団体に対して
特定の企業や団体に対して、爆破予告等の嫌がらせ事件が起きる場合がある。たいていは警察が捜査しても爆弾は仕掛けられておらず愉快犯によるイタズラのままで終わる場合が多いが、三菱重工爆破事件のように、イタズラではなく本当に起きてしまったケースもある。

### 公共交通機関
日本民営鉄道協会が2019年に行ったアンケート調査によると、迷惑行為ランキングの1位は「座席の座り方」であり、特に「座席を詰めて座らない」ことを迷惑と感じているという。この他には「乗降時のマナー」「荷物の持ち方・置き方」「スマートフォン等の使い方」「騒々しい会話」などが上位であった。
1位となった開脚座りは特に男性に多く、別の調査では8割の人が「かなり迷惑」と答えた。この迷惑行為は国際的に認知されており、公共交通機関において男性が開脚座りを行うことはマンスプレッディングと呼ばれている。
また、主に駅構内において意図的に女性に体当たりを行うぶつかり男も存在する。電車内においてドアの横の位置を陣取り、乗降客がいても動こうとしない人はドア横キープマンと言う。

## 統計

### 認知度
保険クリニックの2016年の調査では、聞いたことのあるハラスメントとして、1位はセクハラ、パワハラ（69.3%）、3位がマタハラ（58.8%）、4位がモラハラ（56.3%）となっており、全体的に男性よりも女性からの認知の方が高かった。
2019年度における都道府県労働局等への相談件数は、87,570件（前年度比5.8%増）であった。労働局等への相談において「いじめ・嫌がらせ」に関するものは最も多く、しかも年々増加傾向にある。そのうち、セクハラは7,323件、婚姻、妊娠・出産等を理由とする不利益取扱いは4,769件、育児休業に係る不利益取扱いは4,124件などとなっている。
厚生労働省の2016年の調査では、パワハラを受けたことがあると回答した者は32.5%、パワハラを見たり相談を受けたことがあると回答した者は30.1%、パワハラをしたと感じたり、したと指摘されたことがあると回答した者は11.7%であった。

### 加害者・被害者
前述の保険クリニックの調査では、加害者の性別は、男性が67.6%、女性が15.0%、両方が17.3%であった。また、立場は上司が最も多く、70.4%であった。
被害者の性別は、女性が29.5%、男性が23.7%であった。被害を受けた場所は職場が最も多く、68.2%であった。具体的な内容としてはパワハラが最も多く、60.1%であった。女性の場合はパワハラとセクハラがほぼ同数であった。

## 対策

### 各国政府など

#### 日本
日本政府の政策は、雇用機会における男女格差の均等から性別を問わないハラスメントまで、対応の範囲を広げつつある。厚生労働省が専門家を集め「職場におけるパワーハラスメント防止対策についての検討会」（座長：佐藤博樹中央大学教授）を設けるなど、パワハラの法規定の検討は2017年に入ってからである。セクハラ対策は1997年と2004年に改正された男女雇用機会均等法により規定し事業主の責任を明文化、2006年に大臣指針10項目を定め、労働者を雇用もしくは派遣する事業主に「男女労働者へのセクシュアルハラスメント防止のための雇用管理上の措置」を義務付け責任を明確化。また2012年には労働環境におけるパワハラの意識啓発と解決に向けたポータルサイトを公開した。2017年にはマタハラについても同様の指針が定められ、2019年には、労働施策推進法改正によるパワハラ対策の法制化と、男女雇用機会均等法改正によるセクハラ対策の強化が公布された。2020年には女性活躍・ハラスメント規制法が施行され、大企業にパワハラ相談窓口の設置などが義務付けられたが、禁止規定はなく、就活生やインターンなどは被害者として法律に明記されなかった。

#### ILO
国際労働機関 (ILO)は2019年6月22日、職場での暴力やハラスメントを全面的に禁止する条約を採択した。同条約は、ハラスメントを「身体的、精神的、性的、経済的危害を引き起こす行為と慣行」などと定義し、それらを「法的に禁止する」と明記。労働者だけでなく、求職中の学生やフリーランスなども保護の対象とした。日本は、この採択には賛成したものの、批准はしていない。

#### フランス
フランスでは、ハラスメント、とりわけセクハラ対策がいち早く進んでおり、1992年に刑法で「セクハラ罪」が定義され、罰則規定が設けられた。その後、法改正を経て、2012年には「セクハラ法」が制定され、セクハラ定義の一層の明確化に加え、刑罰も「最長3年の拘禁刑」「最高4万5千ユーロの罰金」に厳罰化された。また、2001年には、職場におけるモラハラ防止策を盛り込んだ「社会近代化法」が成立した。

#### スウェーデン
スウェーデンでは、1993年に雇用環境法体系の中で、「職場における虐待に対する措置に関する政令」として、世界で初めて職場いじめの予防が法制化された。職場いじめは、被用者に対して行われる直接的で繰り返し行われる非難されるべき、明らかな敵対的行為と定義され、いじめ予防の責務は使用者にあるとも定められており、労使間においてハラスメント行為が禁止されている。

#### 韓国
韓国では、2019年、改正労働基準法が施行され、職場でのいじめ行為の禁止が法制化された。ハラスメント対策が不十分な雇用主には最長3年の禁錮刑や最高3千万ウォンの罰金が科せられる可能性があり、ハラスメントによって労働者に健康被害が生じた場合の賠償請求権も保障されている。韓国においては、「カプチル」と呼ばれる職場でのハラスメント被害が深刻な社会問題であり、労働者の7割がいじめ被害に遭っているとの報告もある。

#### アメリカ合衆国
アメリカ合衆国では、ハラスメント禁止対策法のような法制化はされていない。これは、公民権法703条の、性別を理由として雇用を拒否または解雇する、もしくは報酬や条件などを差別待遇することを禁止する規定に、セクハラの禁止が含まれると解釈されているためである。判例では、職場でセクハラが発生した場合や、しかるべき措置を講じなかった場合について、使用者の責任を認めている。アメリカにおいては、パワハラに相当する行為は「mobbing」「bulling」などと呼ばれ、職場での集団いじめとして認識されており、セクハラや人種差別の4倍も見られる深刻な問題とされている。

### 芸能界

#### リスペクト・トレーニング
リスペクト・トレーニングは、職場でのハラスメントの防止のための取り組みで、ハラスメントに対しての理解を深めると同時に、「相手にリスペクトを持って接することができているか」と自問し、考える力を養うことを目的としたトレーニングである。
セクハラなどの被害体験を共有する#MeToo運動を受けてアメリカで導入が広がり、日本では、『全裸監督』以降に撮影されたすべてのNetflix作品で実施されているほか、NHK大河ドラマ『鎌倉殿の13人』でも導入された。

#### インティマシー・コーディネーター
アメリカでは、リスペクト・トレーニングのほかに「インティマシー・コーディネーター」の導入が広がっている。インティマシー・コーディネーターは、肌を露出する場面やベッドシーンなどの撮影で、役者と演出側との間に入って調整をするための専門家のことであり、事前に演出側と撮影の詳細についてすり合わせることで、台本に書かれていないキスシーンなど、役者が不本意な演技を強いられることを防止するためのものである。
2017年にアメリカ合衆国で導入が始まり、日本では、2021年のNetflix作品『彼女』で、水原希子の提案により初めて導入された。アメリカ合衆国での専門の講習やトレーニングを受けた日本の公式のインティマシー・コーディネーターは、2022年時点で浅田智穂と西山ももこの2人である。
2022ユーキャン新語・流行語大賞の候補にノミネートされた。

### 労働者自身
ハラスメントの相手や状況により、職場や公的機関への相談・通報、内部通報、法的措置といった手段がある。暴力への最低限の自衛として護身術の講習を行なうこともある。